# Coming Home (Gwyneth-Paltrow-Lied)
Coming Home ist ein Lied aus dem Soundtrack zum Film Country Strong (2010). Es wurde im Film von Gwyneth Paltrow gesungen. Bei der Oscarverleihung 2011 wurde das Lied als „Bester Song“ nominiert, verlor jedoch gegen We Belong Together aus Toy Story 3.

## Hintergrund
Das Lied wurde von Bob DiPiero, Hillary Lindsey, Tom Douglas und Troy Verges exklusiv für den Film geschrieben. Der Titel stand bereits im Drehbuch. Dort ist es der letzte Song, den Kelly (gespielt von Gwyneth Paltrow) bei ihrem Abschlusskonzert singt: Gleichzeitig ist der Song Triebfeder des Films, weil sich an diesem die Streitigkeiten zwischen Kelly Canter und Chiles Stanton (Leighton Meester) entzünden.
Die ersten Zeilen der ersten Strophe stammen von Tom Douglas, der Rest des Songs wurde darauf aufgebaut. Der Text soll gleichzeitig den Charakter der Hauptdarstellerin widerspiegeln, da diese während des Films von einer alkoholsüchtigen Countrysängerin wieder zu einer starken Persönlichkeit heranreift, also quasi wieder „heimkehrt“ zu sich. Allerdings hat sie nach der Performance des Songs einen Rückfall und stirbt im Film an einer Überdosis.
Der Song stand schon nach wenigen Stunden intensiven Songwritings, wurde dann aber zunächst im Team mehrmals umgeschrieben, nachdem Music Supervisor Randall Poster sein Feedback dazu gab.

## Veröffentlichung und Liveauftritte
Der Song erschien auf dem offiziellen Soundtrack zum Film, der am 26. Oktober 2010 über RCA Nashville veröffentlicht wurde.
Gwyneth Paltrow sang das Lied in einer verkürzten Version bei der Oscarverleihung 2011. Paltrow, die bereits vorher bei den Country Music Association Awards sowie bei der Grammy-Verleihung 2011 auf der Bühne stand, sagte in der Retrospektive, das sie sehr großes Lampenfieber vor dem Auftritt gehabt habe.

## Auszeichnungen
Bei der Oscarverleihung 2011 wurde das Lied als „Bester Song“ nominiert, verlor jedoch gegen We Belong Together aus Toy Story 3.

## Besetzung
- Gesang: Gwyneth Paltrow
- Akustische Gitarre: Bryan Sutton
- Bass: Mike Brignardello
- Cello: Anthony Lamarchina
- Schlagzeug, Perkussion: Shannon Forrest
- E-Gitarre: Jerry McPherson, Troy Lancaster
- Fiddle: Stuart Duncan
- Mandoline: Ilya Toshinsky
- Orgel: Jimmy Nichols
- Piano: Steve Nathan
- Steel Guitar: Dan Dugmore
- Viola: Kristin Wilkinson
- Violine: David Angell, David Davidson
- Mix, Produzent: Byron Gallimore
- Engineer: Julian King